# Прохоров, Александр Васильевич
Алекса́ндр Васи́льевич Про́хоров (6 декабря 1907, д. Вырубово, Московская губерния — 22 февраля 1940, район деревни Куокканиеми, Финляндия) — участник Зимней войны, комиссар батальона, Герой Советского Союза.

## Биография
Родился в крестьянской семье. Русский. Окончил 7 классов. Работал слесарем.
В Красной Армии с 1939 года. Участник советско-финской войны 1939—1940 годов. Член ВКП(б).
Комиссар батальона 469-го стрелкового полка (150-я стрелковая дивизия, 13-я армия, Северо-Западный фронт) политрук Александр Прохоров в боях на Карельском перешейке 8 февраля 1940 года вместе со стрелковым взводом штурмовал дот противника, и личным примером вдохновлял бойцов на выполнение боевой задачи.
В ночь на 9 февраля 1940 года в сложной обстановке офицер-политработник находился в боевых порядках роты, участвовал в отражении контратак врага. 21 февраля 1940 года политрук А. В. Прохоров заменил выбывшего из строя командира батальона. Комиссар батальона А. В. Прохоров погиб 22 февраля 1940 при взятии дота в районе деревни Куокканиеми. Похоронен в братской могиле советских воинов № 6, расположенной юго-западнее посёлка Соловьёво Приозерского района Ленинградской области.
Указом Президиума Верховного Совета СССР от 7 апреля 1940 года «за образцовое выполнение боевых заданий командования на фронте борьбы с финской белогвардейщиной и проявленные при этом отвагу и геройство» политруку Прохорову Александру Васильевичу посмертно присвоено звание Героя Советского Союза. Награждён орденом Ленина.

## Награды
- Медаль «Золотая Звезда» (7 апреля 1940);
- орден Ленина (7 апреля 1940).